# Inscriptie van Śivagŗha
De Śivagŗha ('huis van Shiva')-inscriptie (856 AD) is een inscriptie in steen en vormt de oudste Javaanse literaire tekst die is overgeleverd. Hij wordt onder registratienummer D-28 bewaard in het Museum Pusat te Jakarta en is gesteld in het Oud-Javaans.

## Inhoud
De tekst bevat informatie inzake de afzondering van land voor het onderhoud van een vrome stichting gecreëerd door de vorst, Rakai Kayuwangi. Het gaat om de vastlegging van zakelijke rechten. In dit opzicht is deze inscriptie functioneel gelijk aan de inscriptieteksten in Javaans proza die vanaf 819 met een zekere regelmaat verschenen zijn.
Wat de tekst echter onderscheidt van andere soortgelijke oorkonden is de lengte en inhoud van de sambandha, het tekstgedeelte dat de zakelijke informatie bevat betreffende de reden van de donatie van land. Dit is namelijk een lang verslag van de belangrijke politieke en militaire gebeurtenissen die voorafgingen aan de creatie van de stichting en de bouw van het grote tempelcomplex voor het onderhoud waarvan het land werd gereserveerd.

## Vorm
Dit verhaal werd destijds kennelijk zo belangrijk geacht dat hiervoor een metrische vorm werd gekozen, waardoor een episch gedicht ontstond van 29 strofen, eindigend met een uitvoerige datering. De dichter heeft gebruikgemaakt van ten minste 6 Indische metra bekend uit de Sanskrietletterkunde (de eerste 5 strofen zijn door beschadiging van de steen onleesbaar) en vertoont een grote mate van vaardigheid in het gebruik ervan, inclusief de stijlverfraaiingen die in de Sanskrietletterkunde gebruikelijk waren.
Hieruit blijkt hoe men in de 9e eeuw op Java niet alleen de poëtische techniek van de Sanskrietletterkunde perfect beheerste, maar deze ook feilloos kon toepassen in de eigen taal.